# Wiki Loves Monuments

Logo

Wiki Loves Monuments (WLM) is een jaarlijkse internationaal gehouden fotowedstrijd gedurende de maand september, wereldwijd georganiseerd door leden van de Wikipediagemeenschap. De deelnemers nemen foto's van historische monumenten en erfgoed in hun regio en uploaden deze naar Wikimedia Commons. Het doel van het evenement is om het cultureel erfgoed van de deelnemende landen zichtbaar te maken voor het publiek.
De eerste editie van Wiki Loves Monuments werd gehouden in 2010 in Nederland en in 2011 de tweede editie in Europa. Volgens het Guinness World Records brak de editie uit 2011 het wereldrecord voor de grootste fotowedstrijd ter wereld. In 2012 breidde de wedstrijd zich uit buiten Europa, waarbij de wedstrijd in totaal in 35 landen werd georganiseerd.
Bijvoorbeeld in 2016 namen 10.700 mensen deel. Partner was UNESCO.

## Geschiedenis

18 deelnemende landen in 2011

35 deelnemende landen in 2012

In het eerste jaar werden fotografen aangemoedigd om op zoek te gaan naar rijksmonumenten. Deze nationale monumenten omvatten architectuur en objecten van algemeen belang erkend wegens hun schoonheid, wetenschappelijke waarde en/of cultureel belang. Locaties zoals de Drentse archeologische sites, het Paleis Noordeinde in Den Haag en de huizen langs de grachten van Amsterdam waren het onderwerp van de meer dan 12.500 ingediende foto's tijdens het eerste evenement dat georganiseerd werd door Vereniging Wikimedia Nederland.
Het succes zorgde voor interesse in andere Europese staten en 18 landen namen deel aan de editie in 2011, met inbegrip van Andorra, Oostenrijk, België, Denemarken, Duitsland, Estland, Frankrijk, Hongarije, Luxemburg, Nederland, Noorwegen, Polen, Portugal, Roemenië, Rusland, Spanje, Zweden en Zwitserland. Dit resulteerde in het uploaden van bijna 170.000 foto's aan het eind van september. Het Guinness Book of Records erkent de editie van 2011 van Wiki Loves Monuments als de grootste fotowedstrijd ter wereld met 168.208 foto's geüpload naar Wikimedia Commons door meer dan 5000 deelnemers.
In 2012 vond de fotowedstrijd Wiki Loves Monuments in meer dan dertig landen over de hele wereld, met inbegrip van Andorra & Catalaanse gebieden, Argentinië, België, Canada, Chili, Colombia, Denemarken, Duitsland, Estland, Filipijnen, Frankrijk, Ghana, India, Israël, Italië, Kenia, Luxemburg, Mexico, Nederland, Noorwegen, Oekraïne, Oostenrijk, Panama, Polen, Roemenië, Rusland, Servië, Slowakije, Spanje, Tsjechië, Verenigde Staten, Wit-Rusland, Zuid-Afrika, Zweden en Zwitserland. Een foto van het Mausoleum van Safdarjung uit Delhi in India won de wedstrijd, die meer dan 350.000 inzendingen kreeg.

## Beschrijving
Wiki Loves Monuments is een jaarlijkse wedstrijd, lopende van 1 september tot en met 30 september. Deelnemers dienen hun foto's rechtstreeks te uploaden naar Wikimedia Commons. De foto's mogen op elk moment gemaakt zijn; ze moeten nieuw op Commons zijn en onder een vrije licentie, zoals CreativeCommons-Naamsvermelding-GelijkDelen 3.0, vrijgegeven worden.
Om deel te nemen dienen het foto's te zijn van monumenten die, afhankelijk van het land in kwestie, door nationale en/of regionale overheden vermeld worden als monument op de monumentenlijst. De afbeeldingen moeten geüpload worden met de officiële identificatiecode die doorgaans door de overheid aan een monument gegeven is. Om de deelnemers te helpen bij het vinden van monumenten, het nemen van foto's en het uploaden van deze foto's van historische plaatsen, heeft de Wikimedia Foundation een Android app ontwikkeld voor smartphones en MairDumont bouwde een iPhone app voor Wiki Loves Monuments.

## Winnaars

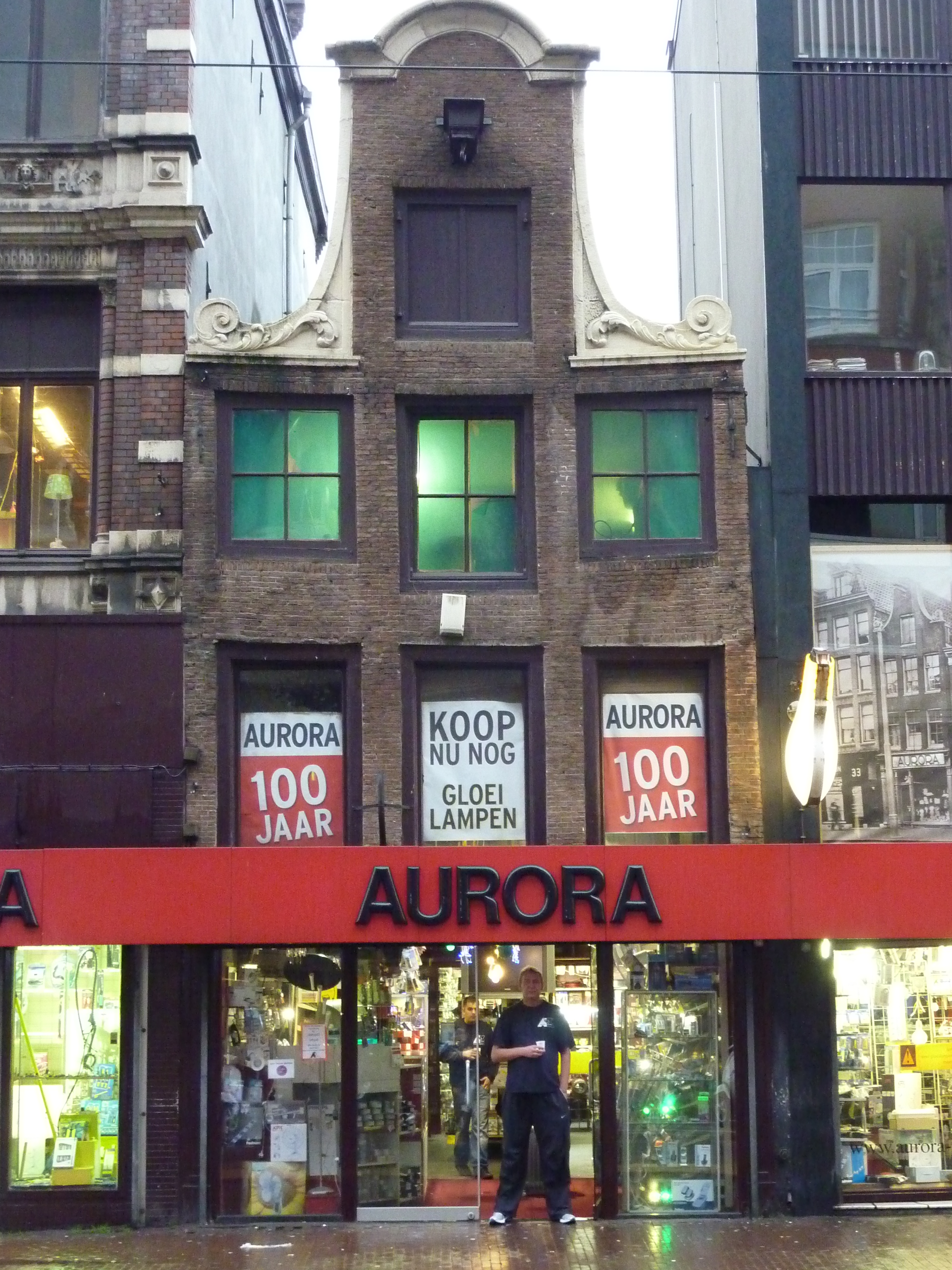
2010: Vijzelstraat 31 in Amsterdam
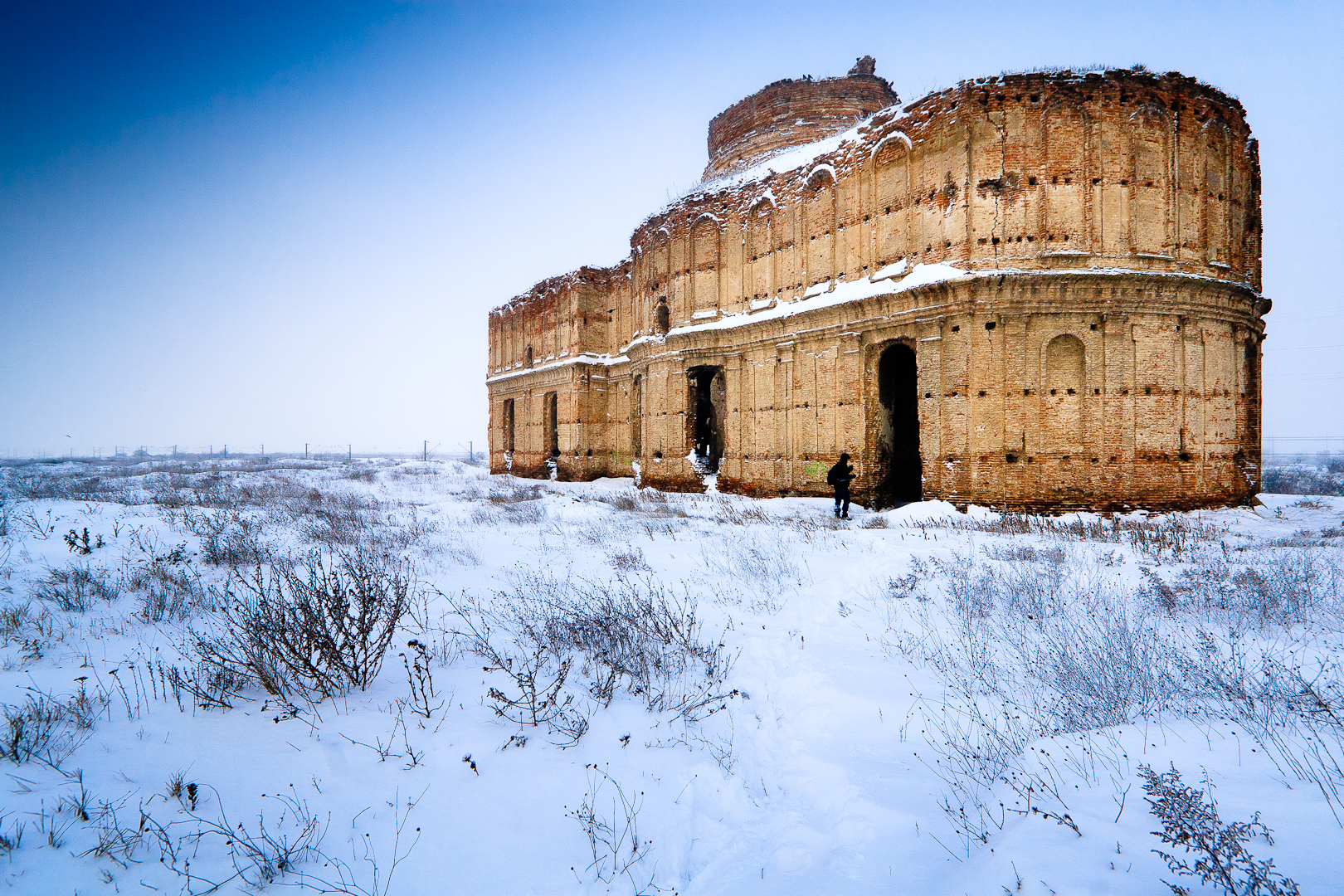
2011: Klooster Chiajna in Roemenië
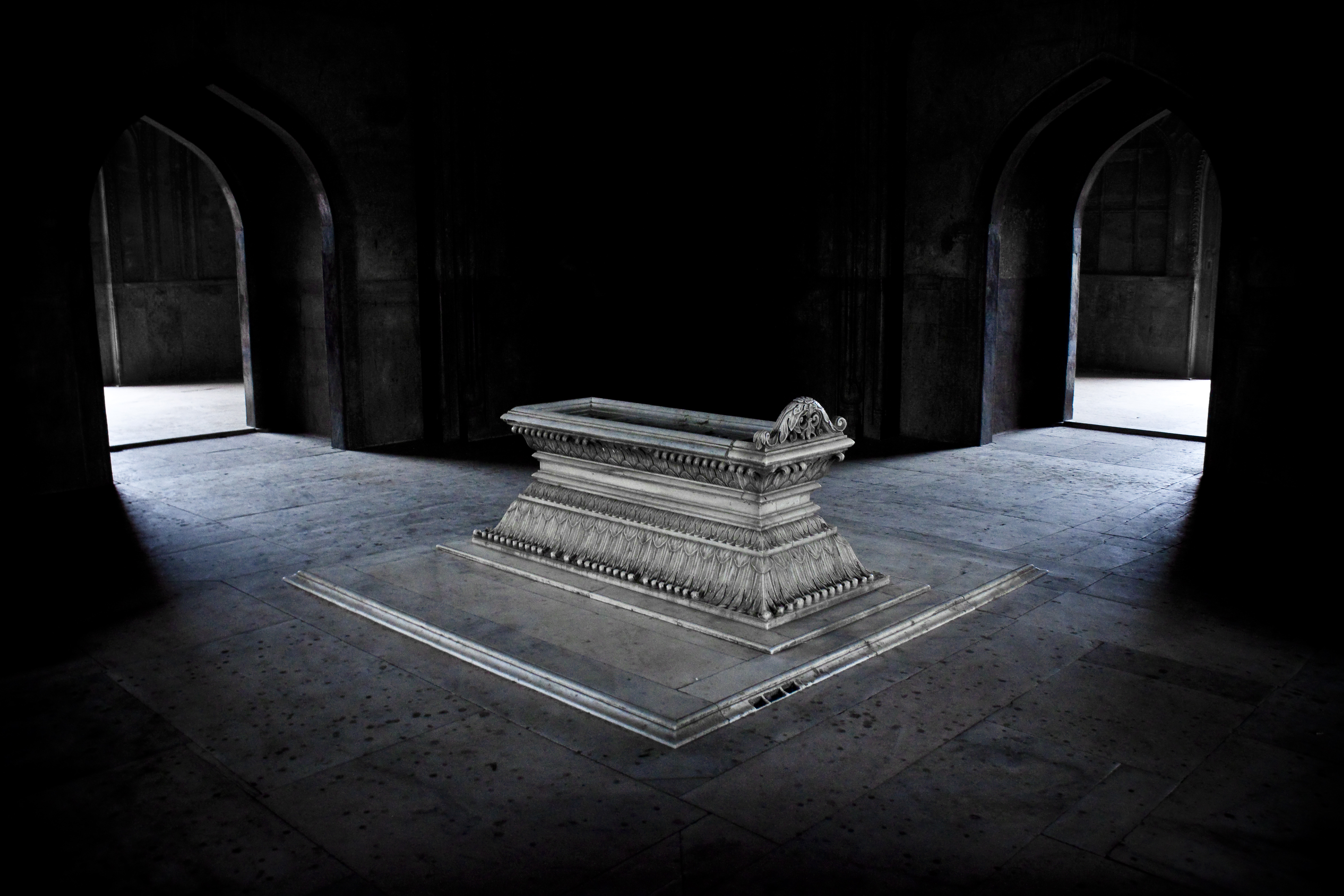
2012: Mausoleum van Safdarjung in New Delhi, India
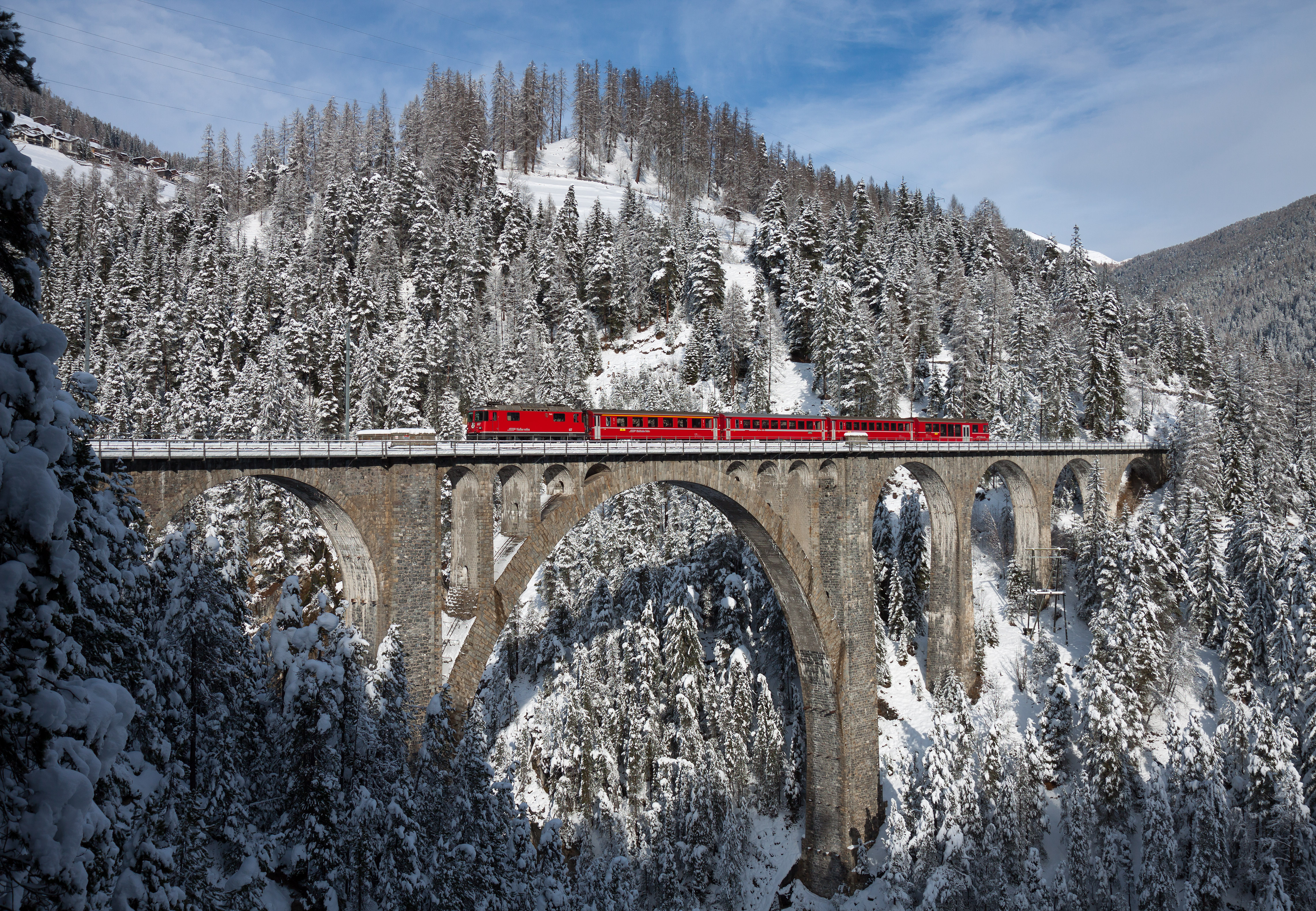
2013: Het Wiesenviaduct in Zwitserland
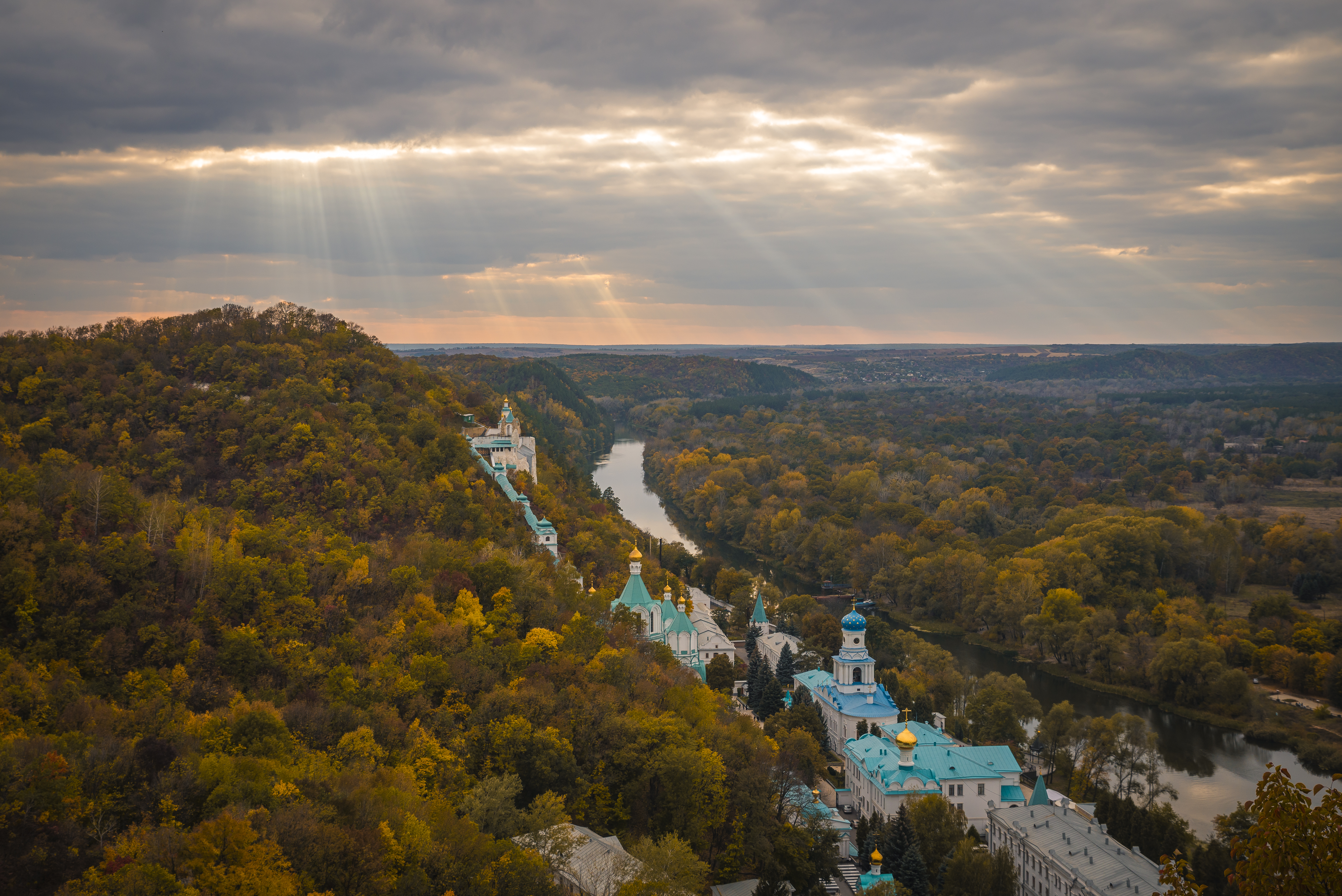
2014: Het Laura van de Heilige Bergen in Oekraïne
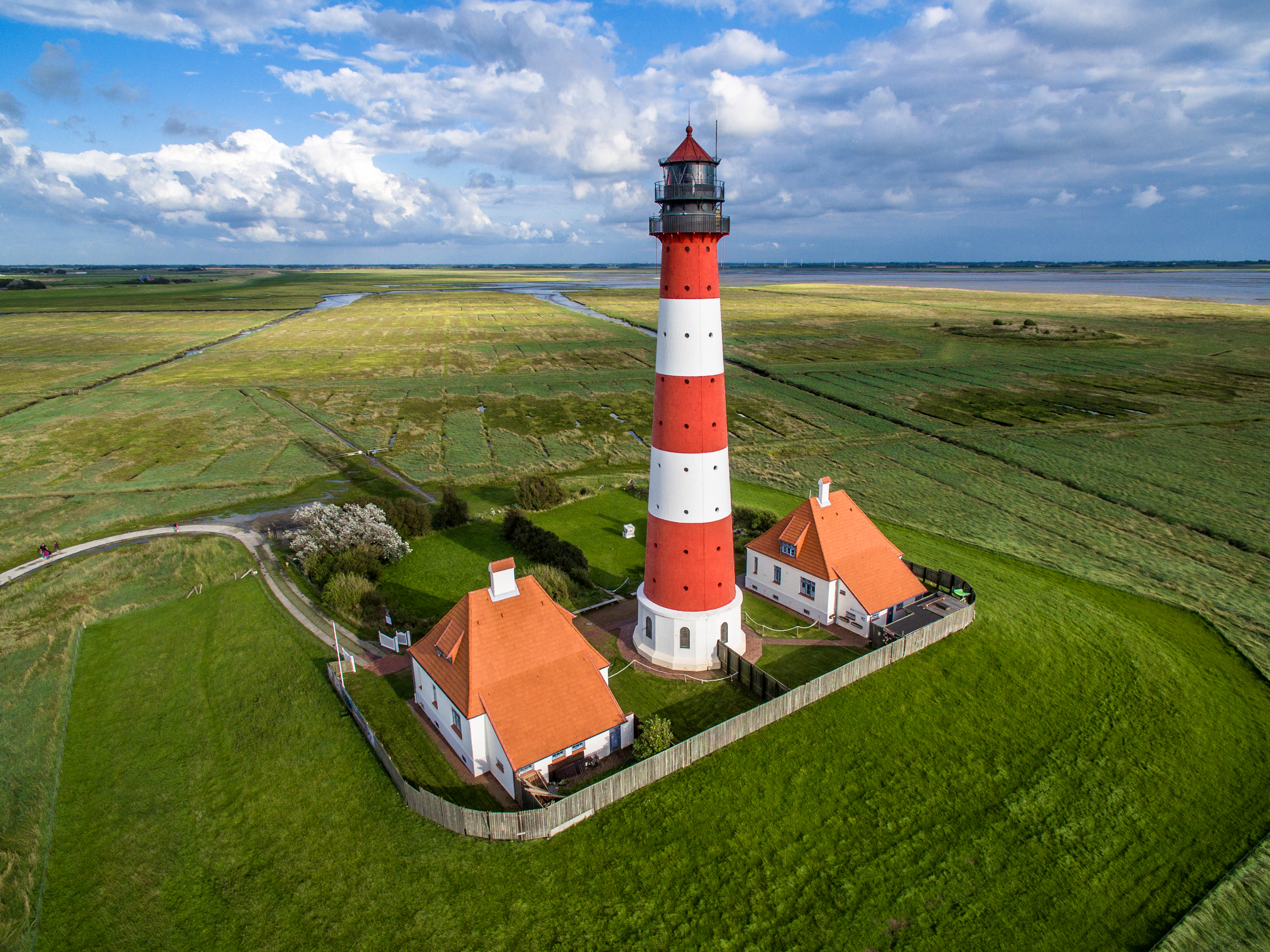
2015: Vuurtoren in Westerheversand in Duitsland
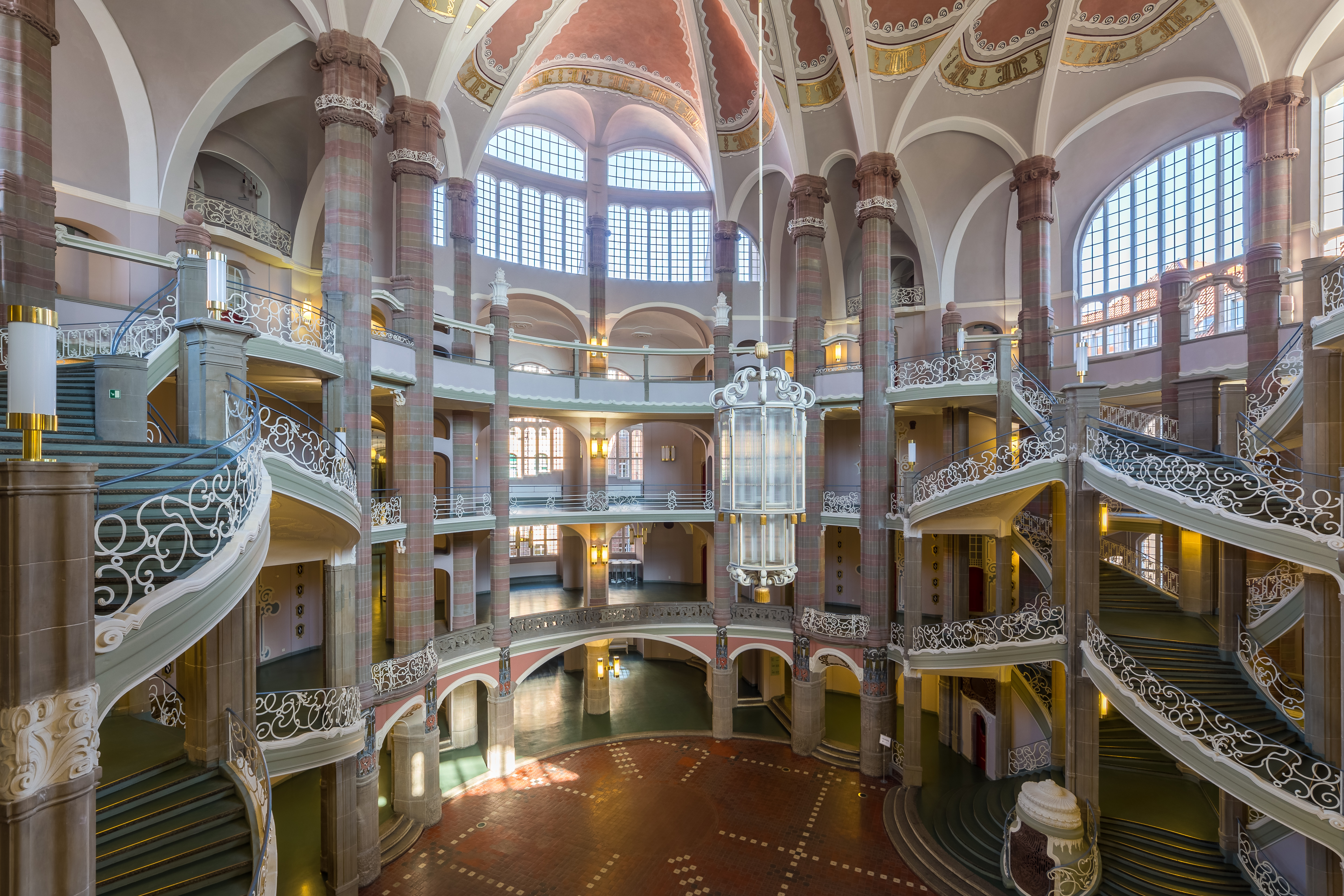
2016: Ingang Landgericht Berlijn, Duitsland
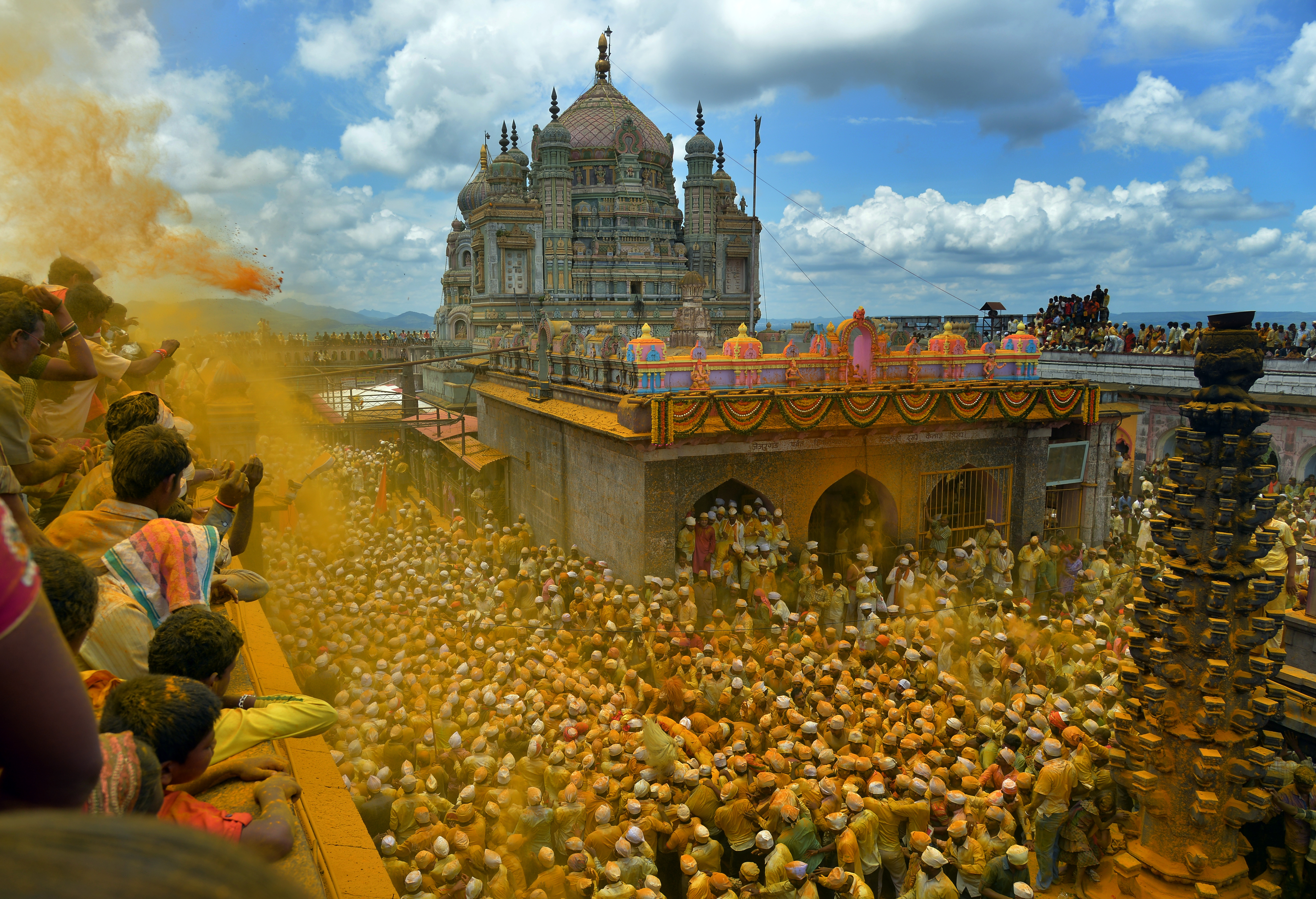
2017: Khandoba-tempel in Pune, India
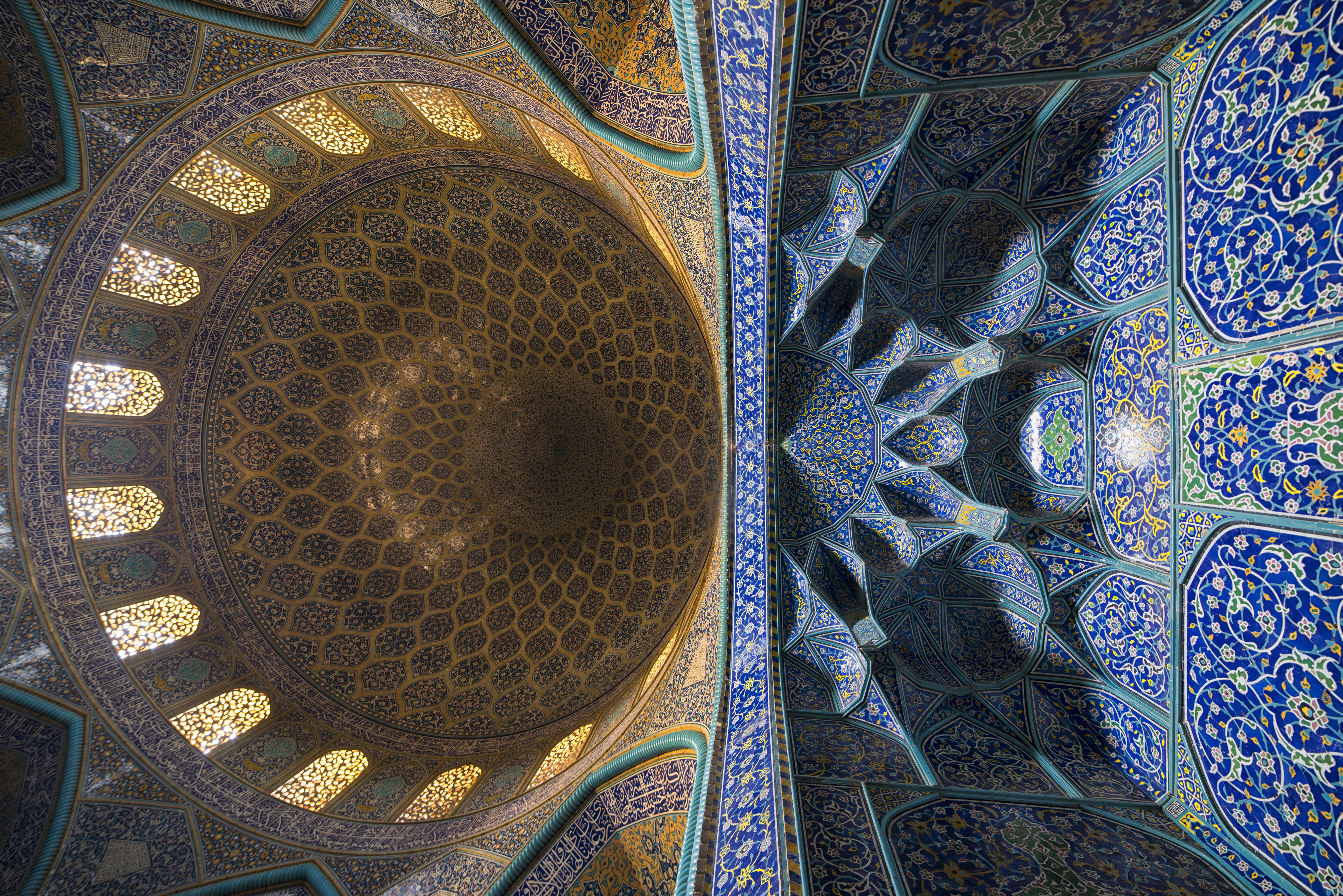
2018: Sheikh-Lotfollah-moskee, Iran
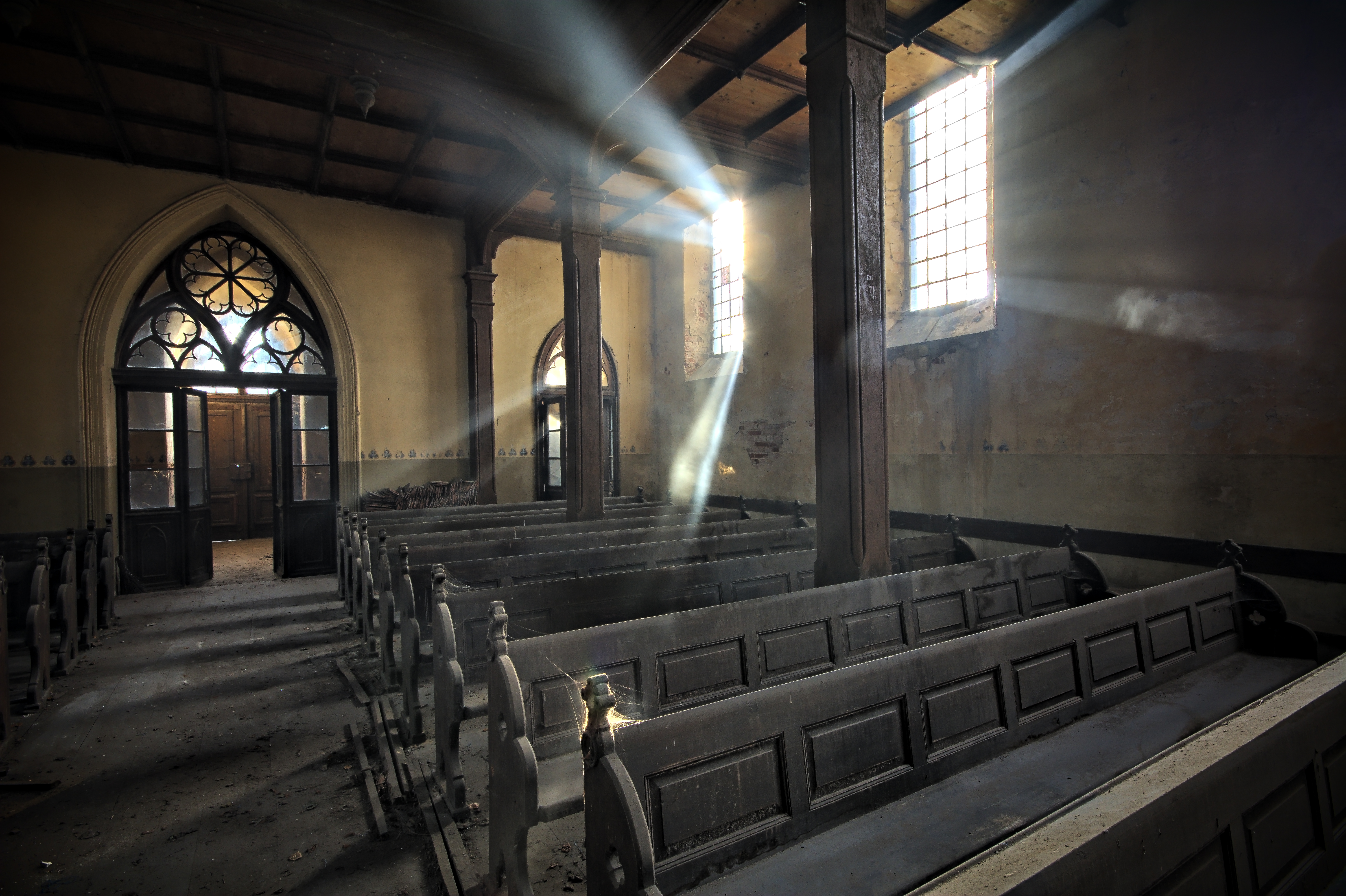
2019: Verlaten kerk in Stawiszyn, Polen
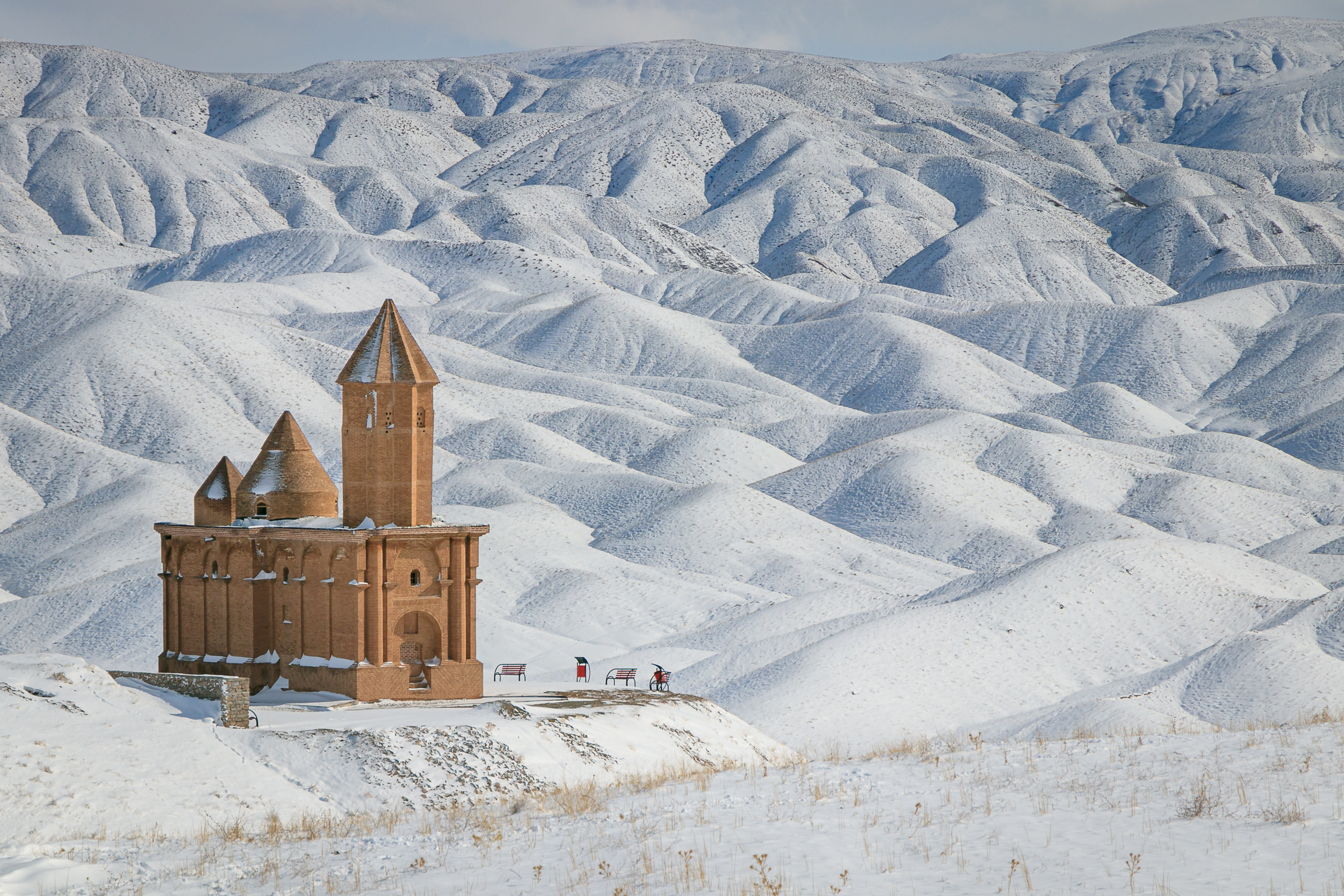
2020: Kerk van sint Johannes in Sohol, Iran
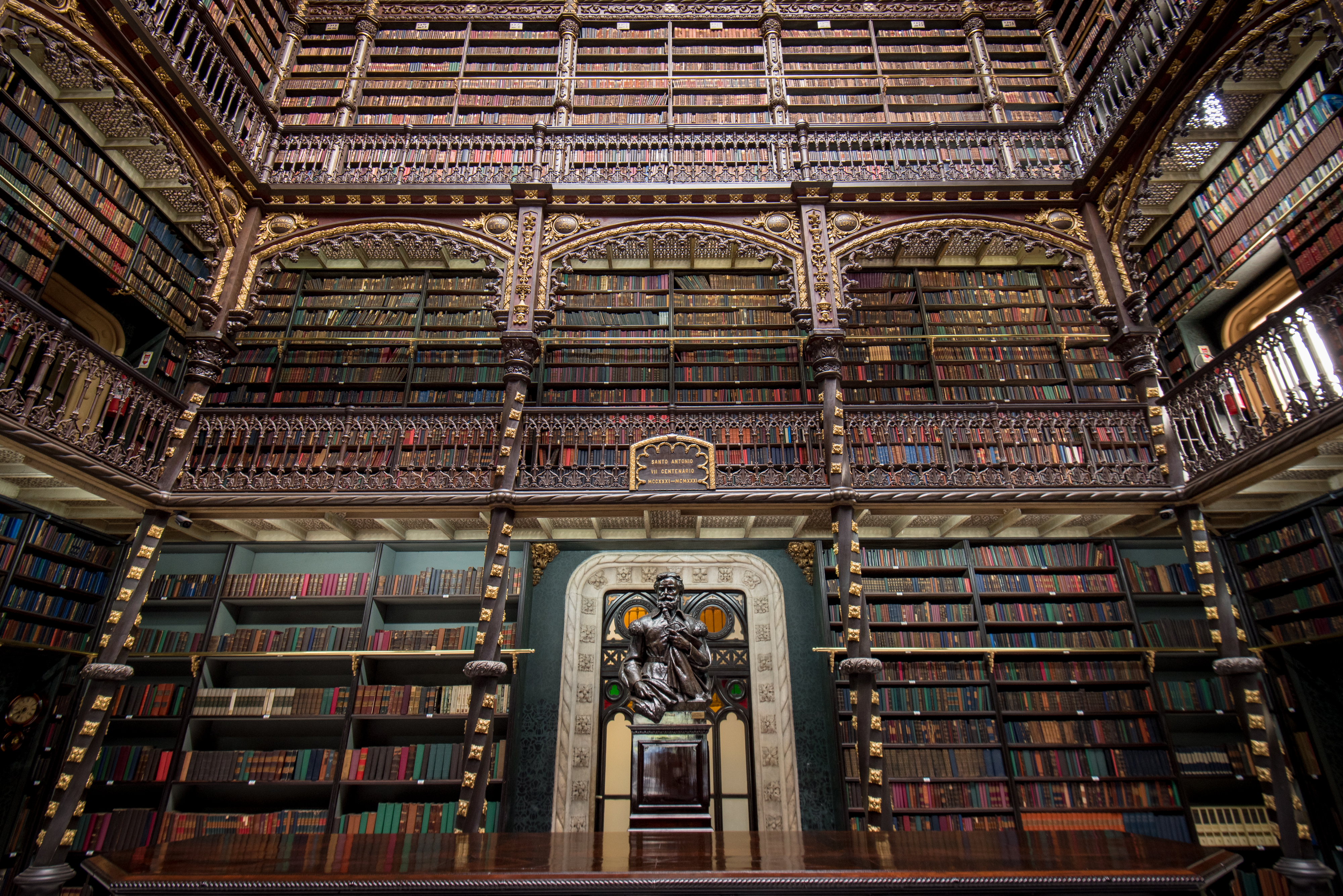
2021: Koninklijk Portugees Leeskabinet, Brazilië